# Willy Van Neste
Willy Van Neste, né le 10 mars 1944 à Zwevezele, est un coureur cycliste belge, professionnel de 1966 à 1976. Il a notamment remporté une étape du Tour de France 1967, et porté le maillot jaune pendant une journée. 

## Palmarès

### Palmarès amateur
- 1964
  - 2e du Tour de Namur
  - 2e du Zesbergenprijs Harelbeke
  - 3e de Gand-Wevelgem amateurs
- 1965
  - Tour de Namur :
    - Classement général
    - 1re et 3e étapes

  - 2e de Tournai-Mouscron
- 1966
  - Flèche ardennaise
  - Wavre-Liège
  - 9e étape de la Course de la Paix
  - 6e du championnat du monde sur route amateurs

### Palmarès professionnel
- 1967
  - 2e et 5eb (contre-la-montre par équipes) étapes du Tour de France
  - 1re étape du Tour de Catalogne
  - Grand Prix de Fourmies
  - 3e du Circuit de Flandre orientale
  - 9e du Tour de Catalogne
- 1968
  - Circuit des Ardennes flamandes - Ichtegem
  - 2e de la Flèche brabançonne
  - 2e de Gand-Wevelgem
  - 2e du Circuit du Sud-Ouest
  - 5e du Tour d'Italie
  - 9e de Liège-Bastogne-Liège
  - 10e de la Flèche wallonne
- 1969
  - 2eb étape du Tour de Belgique (contre-la-montre par équipes)
  - Renaix-Tournai-Renaix
  - 3e d'À travers la Belgique
  - 5e du Critérium du Dauphiné libéré
  - 9e du Tour de Suisse
- 1970
  - Quatre Jours de Dunkerque :
    - Classement général
    - 2e étape

  - Grand Prix Marcel Kint
  - 2e de l'Amstel Gold Race
  - 3e du Grand Prix de la ville de Zottegem
  - 8e du Critérium du Dauphiné libéré
- 1971
  - Grand Prix Raf Jonckheere
  - 3e du Tour de Romandie
  - 3e du championnat de Belgique sur route
  - 9e du Tour de Suisse
- 1972
  - Championnat de Zurich
  - Tour de Flandre-Orientale
  - Ruddervoorde Koerse
  - 2e de l'Omloop van de Westkust
  - 2e de la Gullegem Koerse
  - 3e de la Flèche wallonne
  - 3e du Circuit du Port de Dunkerque
  - 3e du Grand Prix de Fayt-le-Franc
  - 6e du Grand Prix du Midi libre
  - 10e du Tour de Romandie
- 1973
  - 3e étape de l'Étoile des Espoirs
  - Ruddervoorde Koerse
  - 2e du Grand Prix d'Isbergues
  - 10e du Critérium du Dauphiné libéré
- 1974
  - 4eb étape du Tour méditerranéen
  - Grand Prix Marcel Kint
- 1975
  - 3e du Grand Prix de la ville de Zottegem
- 1976
  - 2e de la Ruddervoorde Koerse

## Résultats sur les grands tours

### Tour de France
7 participations
- 1967 : abandon (11e étape), vainqueur des 2e et 5eb (contre-la-montre par équipes) étapes,  maillot jaune pendant un jour
- 1969 : abandon (10e étape)
- 1970 : 16e
- 1971 : 70e
- 1972 : 33e
- 1973 : abandon (11e étape)
- 1974 : 24e

### Tour d'Italie
1 participation
- 1968 : 5e

### Tour d'Espagne
2 participations
- 1975 : 36e
- 1976 : 30e